# Copa Uruguay 2023
La Copa Uruguay 2022 è stata la 2ª edizione della Coppa nazionale uruguaiana. È iniziata il 21 agosto 2023 e si è conclusa il 22 maggio 2024. Il Defensor Sporting, che era la squadra campione in carica, si è riconfermata campione.

## Ottavi di finale
| Squadra 1              | Risultato       | Squadra 2         |
| ---------------------- | --------------- | ----------------- |
| Cerro                  | 1 – 1 (3-2 dtr) | Fénix             |
| Montevideo Wanderers   | 0 – 4           | River Plate (M)   |
| Plaza Colonia          | 0 – 1           | Defensor Sporting |
| La Luz                 | 0 – 1           | Danubio           |
| Peñarol                | 2 – 0           | Boston River      |
| Liverpool (M)          | 2 – 1           | Nacional          |
| Montevideo City Torque | 2 – 0           | Dep. Maldonado    |
| Sportivo Barracas      | 1 – 1 (5-4 dtr) | Oriental          |

## Quarti di finale
| Squadra 1              | Risultato       | Squadra 2         |
| ---------------------- | --------------- | ----------------- |
| Peñarol                | 3 – 1           | Liverpool (M)     |
| Cerro                  | 1 – 1 (4-5 dtr) | River Plate (M)   |
| Montevideo City Torque | 8 – 1           | Sportivo Barracas |
| Defensor Sporting      | 1 – 0           | Danubio           |

## Semifinali
| Squadra 1       | Risultato | Squadra 2              |
| --------------- | --------- | ---------------------- |
| Peñarol         | 1 – 3     | Montevideo City Torque |
| River Plate (M) | 1 – 2     | Defensor Sporting      |

## Finale
| Squadra 1         | Risultato       | Squadra 2              |
| ----------------- | --------------- | ---------------------- |
| Defensor Sporting | 2 – 2 (4-2 dtr) | Montevideo City Torque |